# Cachrys longiloba
Cachrys longiloba är en växtart i släktet Cachrys och familjen flockblommiga växter. Den beskrevs av Augustin Pyrame de Candolle.
Arten är perenn och förekommer i östra Kaukasus och norra Iran.